# 達哈塔
達哈塔（穆麟德轉寫：dahata；1633年—1687年），佟佳氏，滿洲正白旗人，為清朝政治人物。
達哈塔為順治九年（1652年）壬辰科第三甲進士，兼為繙譯進士。後獲分派至內院學習。順治十三年，官國史院侍讀。歷官翰林院侍讀學士、太僕寺卿、太常寺卿。官至吏部尚書。

## 外部連接
- 達哈塔 （页面存档备份，存于）